# Гран-при Поджаны 2024
48-й выпуск  Гран-при Поджаны — шоссейной однодневной велогонки по дорогам в Италии. Гонка прошла 11 августа 2024 года в рамках Европейского тура UCI 2024 (категория 1.2U). Победу одержал норвежский велогонщик Йорген Нордхаген.

## Участники
На участие в гонке заявлено 36 команд.
| UCI Continental Teams (21)- Biesse-Carrera - Zalf Euromobil Fior - Team Visma \| Lease a Bike Development - UAE Team Emirates Gen Z - MBH Bank Colpack Ballan - Hagens Berman Jayco - Équipe continentale Groupama-FDJ - CTF Victorious - Tudor Pro Cycling Team U23 - Q36.5 Continental Cycling Team - Team Technipes #inEmiliaRomagna - Tirol KTM Cycling Team - General Store-Essegibi-F.Lli Curia - MG.K Vis Colors For Peace - Ljubljana Gusto Santic - Rime Drali - UM Tools Caffè Mokambo - Work Service-Vitalcare-Dynatek - Beltrami TSA-Tre Colli - UC Monaco - Sava Kranj Cycling Национальная сборная- Словакия U23 Любительские, клубные или региональные команды (14)- U.C. Trevigiani Energiapura Marchiol - Óbidos Cycling Team - Campana Imballagi-Geo & Tex-Trentino - Petroli Firenze-Hopplà - Solme-Olmo - Holdsworth Zappi RT - A.R. Monex Pro Cycling Team - Futura Team-Rosini - AVC Aix-en-Provence - Aran Cucine Vejus - Velo Club Mendrisio - Team Bike Sicilia - Multicar Amarù - WPGA Amsterdam Racing Academy - Team Gaiaplast Bibanese |
| |

## Маршрут
Дистанция гонки составила 164,5 километра.

## Ход гонки
Гонщики стартовали с линии Poggiana di Riese Pio X, где в этом году также собралось множество выдающихся гостей, включая чемпиона мира Алессандро Баллана и олимпийского чемпиона Сильвио Мартинелло. Гонка началась стремительно: в первый час спортсмены развили скорость более 48 км/ч, а затем направились к склонам Монте Граппа, где их встретила новая цепь холмов, известная подъёмами Кассанего и Сент-Люсия. Во время первого круга Йорген Нордхаген (Visma Lease a Bike) лидировал, опережая всех, кроме Алессандро Каттани (Rime Drali). Пара продолжала борьбу до последнего круга, когда новый отрыв Нордхагена на подъёме Кассанего позволил ему остаться в одиночестве. С этого момента его преимущество над ближайшими преследователями стремительно возросло, достигнув 2’35". Йорген Нордхаген, представляющий команду Visma Lease a Bike, одержал победу в напряжённой борьбе, продемонстрировав потрясающее соло на последних 50 километрах. Вместе с ним на подиум поднялись Мануэль Ойоли (Q36.5) и Чезаре Чесини (Zalf Euromobil Désirée Fior).

## Результаты
| \| Генеральная классификация \| Генеральная классификация \| Генеральная классификация \| Генеральная классификация \| Генеральная классификация \| \| Гонщик \| Гонщик \| Команда \| Время \| \| \| ------------------------- \| ------------------------- \| -------------------------------------- \| ------------------------- \| ------------------------- \| \| 1-й \| Йорген Нордхаген \| Team Visma \\| Lease a Bike Development \| 3ч 56' 54 \| \| \| 2-й \| Мануэль Ойоли \| Q36.5 Continental \| + 2' 49 \| \| \| 3-й \| Cesare Chesini \| Zalf Euromobil Fior \| + 2' 49 \| \| |                  |                                        |           |
| |                  |                                        |           |
| Источник: ProCyclingStats |                  |                                        |           |
| Генеральная классификация |                  |                                        |           |
| Гонщик | Гонщик           | Команда                                | Время     |
| 1-й | Йорген Нордхаген | Team Visma \| Lease a Bike Development | 3ч 56' 54 |
| 2-й | Мануэль Ойоли    | Q36.5 Continental                      | + 2' 49   |
| 3-й | Cesare Chesini   | Zalf Euromobil Fior                    | + 2' 49   |